# Vahvaselän - Vahvajärven metsät
Vahvaselän - Vahvajärven metsät este o arie protejată (arie specială de conservare — SAC, sit de importanță comunitară — SCI, arie de protecție specială avifaunistică — SPA) din Finlanda întinsă pe o suprafață de 53 ha, integral pe uscat.

## Localizare
Centrul sitului Vahvaselän - Vahvajärven metsät este situat la coordonatele 61°37′15″N 26°35′35″E / 61.6208°N 26.5931°E.

## Înființare
Situl Vahvaselän - Vahvajärven metsät a fost declarat sit de importanță comunitară în august 1998 pentru a proteja un număr necunoscut de specii din flora spontană și fauna sălbatică aflate în arealul zonei. Alte tipuri de protecție:
- arie de protecție specială avifaunistică (în august 1998)[2]
- arie specială de conservare (în aprilie 2015)[1][3][4]

## Biodiversitate
Situată în ecoregiunea boreală, aria protejată conține 3 habitate naturale: Taiga vestică, Păduri fino-scandinave bogate în ierburi cu Picea abies, Mlaștini împădurite.
La baza desemnării sitului se află un număr nedeclarat de specii protejate.